# Den pro mou lásku
Den pro mou lásku je psychologické drama režiséra Juraje Herze z roku 1976. V hlavních rolích vystupují Marta Vančurová a Vlastimil Harapes. Film byl zařazen do 27. Berlínského mezinárodního filmového festivalu v roce 1977.

## Děj
Jedná se o příběh manželství, které poznamenala smrt dítěte, s níž se dvojice vyrovnává.

## Tvůrci
- režie: Juraj Herz
- scénář: Markéta Zinnerová
- kamera: Jiří Macháně
- hudba: Petr Hapka

## Obsazení
| Marta Vančurová       | Marie           |
| Vlastimil Harapes     | Petr            |
| Sylva Kamenická       | Maruška         |
| Dana Medřická         | Petrova matka   |
| Jiřina Šejbalová      | paní Bernardová |
| Eva Sitteová          | Hanka           |
| Lubomír Černík        | Kabát           |
| Žofie Kanyzová-Veselá | Helena          |
| Jan Hartl             | Mirek           |
| Eva Svobodová         | uklízečka       |
| Emma Černá            | lékařka         |
| Jaroslav Heyduk       | Bernard         |
| Zdeněk Srstka         | muž v hospodě   |